# 1000 a.C.
Il 1000 a.C. (M a.C. in numeri romani) è un anno  del X secolo a.C.

## Eventi
- In Grecia inizia a diffondersi il culto di Dioniso
- Intorno a questa data gli Aurunci discendono in Italia.
- Primi insediamenti nell'attuale città di Amersfoort.
- Primi insediamenti nell'attuale città di Locarno.
- Giappone: inizia il periodo Jōmon finale.
- Primo insediamento nell'odierna Bari.
- Intorno a questa data, fondazione di Eskişehir.
- Prime tracce di civilizzazione del popolo dei Zapotechi.
- Prime abitazioni nell'attuale Cordenons.
- Intorno a questa data gli ittiti fondano Kahramanmaraş.
- il gruppo umano identificato come Muisca migrò dall'Altopiano Cundiboyacense